# Beatriz Barral
Beatriz Barral (Madrid, 1968) és una artista visual que treballa en el terreny de les instal·lacions. Llicenciada en Belles Arts per la Universidad Complutense de Madrid ha realitzat diversos màsters al Regne Unit, Canadà i Estats Units. El seu treball ha estat mostrat en exposicions individuals a Europa i Estats Units

## Exposicions individuals
| Any  | Títol              | Lloc                 | Ciutat    |
| ---- | ------------------ | -------------------- | --------- |
| 2000 | Be Barral          | Galerie Klaus Braun  | Nova York |
| 2003 | Superaccesspace    | Parker's Box Gallery | Nova York |
| 2004 | Burbuja en francés | SMP Gallerie         | Marsella  |
| 2005 | Twins              | Parker's Box Gallery | Nova York |